# Azovi
Azovi (en rus: Азовы ) és un poble de Rússia, del Districte Autònom de Iamàlia. Segons el cens rus del 2010, té una població de 359 habitants. Es troba a 198 km al sud-est de Salekhard, la capital de la regió, i a 59 km al sud-oest de Muji.

## Història
La primera menció del poble és del 1871. Aquest any està datat pel contracte entre els camperols de Berezovski i els pescadors d'Azov, descobert durant una recerca als arxius de Berezovo, Tobolsk i Tiumén durant els anys 2000.
El poblat khanti d'Azov (traduït de la llengua khanti com "desembocadura del riu") va aparèixer el 1909 a la vora del riu Kotxegatka. Es coneix el cognom dels primers colonitzadors: la família Tarassov. Des del 1911, comerciants dels Novitski es van establir al poblat, comprant peix i pells als khantis. Exportaven els productes a Tobolsk, d'on portaven xarxes i aliments. El negoci lucratiu del comerç amb els habitants locals va atreure altres comerciants: se sap que a l'estiu venia des del poble de Muji el comerciant Konev, que vivia a la desembocadura del riu Kanevskaia, i des de Berezovo, el comerciant Karepanov.
Per al 1931, a Azov hi vivien 6 famílies, i ja hi havia col·lectius agrícoles no estatutaris. El 1936, els van fusionar en una granja col·lectiva multibranquial "Novi Put'", on conreaven patates, naps, naps, cols, remolatxa, sembraven ordi i civada, criaven cavalls, vaques, ovelles i es dedicaven a l'artesania.
El 27 de juny de 1944 es va formar el consell rural.
El 3 d'octubre de 1961, la granja col·lectiva "Novi Put'" va ser liquidada i convertida en una zona de pesca.
El 19 de setembre de 2009, Azov va celebrar per primera vegada el seu aniversari com a poble: inicialment es pretenia celebrar el seu centenari, però les llargues recerques als arxius van endarrerir l'aniversari 20 anys.
Des del 2005 fins al 2022, el poble va ser el centre del poblat rural d'Azov, abolit el 2022 a causa de la transformació del districte municipal en un districte municipal.